# آی‌سی ۴۵۲۶
آی‌سی ۴۵۲۶ یک کهکشان‌ است.